# Gábor Vincze
Gábor Vincze (Ózd, 7 settembre 1976) è un ex calciatore ungherese, di ruolo centrocampista.

## Palmarès

### Club

#### Competizioni nazionali
- Campionato ungherese: 1

Ferencváros: 1995-1996